# Тодор Никезов
Тодор (Тоде) Никезов е български просветен деец и революционер, деец на Вътрешната македоно-одринска революционна организация.

## Биография
Тодор Никезов е роден през 1881 година в Енидже Вардар (Па̀зар), днес Яница, Гърция. Присъединява се към ВМОРО и учителства в родния си град. Малко преди Младотурската революция минава в нелегалност и става четник на Апостол войвода в Ениджевардарското езеро. След Хуриета се жени, а на сватбата му кумува Апостол, но скоро след това минава отново в нелегалност и става четник при Иван Пальошев. През 1908 година участва в спречкването между български и гъркомански четници в Гюпчево, в което загиват Христо Митов и Гоце (Гоцо) Калайджията. През 1909 година е убит заедно с друг четник докато спи от Пальошев в Ениджевардарското езеро.
- Тодор Никезов в средата, Кольо (Никола) Христев вдясно и Гоцо вляво
- Апостол Петков с десетарите си, Тоде Никезов вдясно